# Consigne automatique

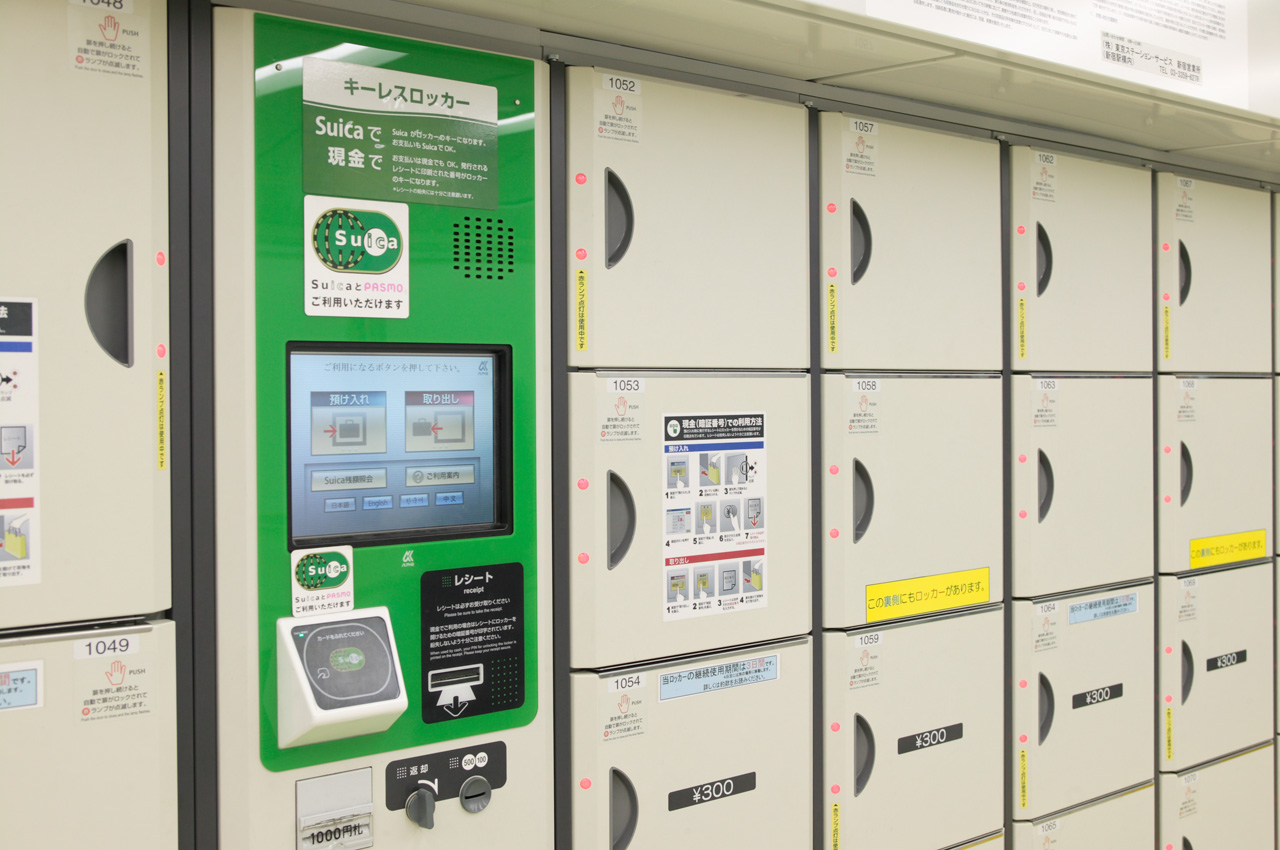
Consigne automatique à la gare de Shibuya, au Japon.

Une consigne automatique est une grande armoire, compartimentée en casiers pouvant contenir des bagages ou autres effets, installée principalement dans les gares ou aéroports et servant aux voyageurs à déposer temporairement leurs effets moyennant finance.

## Description générale et caractéristiques
Les consignes sont généralement assez étroites et de hauteurs et nombre d'étages variables. La largeur et la profondeur suivent en général des mesures standardisées bien que l'on puisse occasionnellement en trouver qui ne les suivent pas. Les lieux publics avec des consignes en possèdent souvent un grand nombre, comme dans les écoles ou les gares. Elles sont en général fabriquées à partir de plaques de métal peintes.
Les caractéristiques qui les différencient d'autres types de coffres ou de container de stockage sont : 
- Elles sont en général équipées d'un cadenas, ou permettent d'en installer un facilement (parfois les deux)
- Elles sont en général destinées à un usage dans des lieux publics et destinées à des usages individuels (à courte ou longue durée) pour y stocker des vêtements ou des affaires personnelles. Les utilisateurs peuvent louer une consigne pour un usage unique ou pour une période de temps pour un usage répété. Les consignes sont parfois offertes comme un service gratuit pour des personnes qui participent à certaines activités qui demandent de stocker des affaires personnelles en toute sécurité.
- Il y a en général plusieurs consignes reliées entre elles.

Les consignes sont en général composées de plusieurs compartiments accolés, et sont faites en acier, bien que l'on puisse en trouver en bois, en pelliculage ou en plastique. Les compartiments qui sont accolés partagent une de leurs parois. Les consignes sont construites en commençant par un compartiment complet; d'autres compartiments pouvant être ajoutés en construisant les parois supérieures, inférieures, arrière, sa porte et une seule de ses parois latérales, la paroi latérale de l'autre compartiment servant de seconde paroi. Les parois supérieures, latérales et inférieures peuvent être soit rivetées ensemble (la méthode la plus traditionnelle), ou plus récemment soudées entre elles.
Les portes possèdent souvent une sorte de système de ventilation pour assurer la circulation de l'air et aider à la propreté. Cette ventilation prend souvent la forme d'une série de fentes horizontales dans les parties supérieure et inférieure de la porte. Parfois cette ventilation prend également la forme d'une série de rangées parallèles de petits trous carrés ou rectangulaires qui parcourent la porte de haut en bas. Plus rarement les parois latérales ou arrière possèdent également ce genre de ventilation.
Les portes des consignes possèdent en général un système permettant de renforcer la rigidité de la porte, système fixé verticalement à l'intérieur de la porte. Ce système est constitué d'une plaque de métal soudée sur la surface intérieure et dépassant légèrement vers l'extérieur afin de rendre la porte plus dure à forcer.
Les consignes sont souvent manufacturées par les mêmes entreprises qui produisent toutes sortes de produits fabriqués à partir de tôle.

## Différentes caractéristiques des consignes
Il existe un grand nombre de fonctionnalités ou de caractéristiques qui peuvent varier dans les consignes. Comme les acheteurs ont besoin de spécifier ce qu'ils veulent, il est plus fréquent de commander une configuration particulière que d'acheter directement dans le commerce, même si certaines configurations très utilisées puissent être trouvées dans une boutique assez simplement. Voici une liste non exhaustive de ces différentes caractéristiques :
- Le nombre de compartiments en largeur (Bank size) : Cela spécifie combien de compartiments seront accolées en largeur. Cela ne correspond en général pas au nombre total de compartiments. Par exemple s'il y a 3 compartiments en largeur il peut y avoir 6 compartiments si c'est une consigne de 2 compartiments superposés. Parfois le terme "bay" est utilisé au lieu du terme "bank" en anglais, bien que le terme "bank" soit plus standard.
- Le nombre de compartiment en hauteur (Tiers) : Les consignes peuvent être constituées d'un seul compartiment en hauteur (single-tier) ou de plusieurs compartiments (two-tier, three-tier...), cela signifie qu'il y a un ou plusieurs compartiments empilés les uns au-dessus des autres. En général il y a jusque 8 compartiments empilés en hauteur, parfois d'autres compartiments peuvent être ajoutés, par exemple pour stocker des ordinateurs portables. Les consignes les plus fréquemment trouvées sont dans l'ordre des consignes de, un, deux et quatre compartiments empilés en hauteur. Les consignes de 3 compartiments sont plus rares, et les autres dimensions encore plus rares (celles de 7 compartiments sont pratiquement inexistantes). Les consignes mesurant en général 1,80 m (6 pieds), la hauteur des compartiments varie suivant le nombre de compartiments en hauteur. S'il y a un compartiment celui-ci mesurera 1,80 m, s'il y en a 2 chacun mesurera 90 cm et ainsi de suite. Les fonctionnalités principales varient suivant le nombre de compartiments : lorsqu'il n'y en a qu'un, celui-ci intègre en général une petite étagère à environ trente centimètres de haut ainsi qu'une barre de penderie accrochée juste en dessous de celle-ci. Lorsqu'il y a deux ou trois étagères, l'étagère disparaît en général mais il reste la penderie. Lorsqu'il y a plus de trois étagères les comportements n'intègrent souvent aucune de ces fonctionnalités.
- Matériau : L'acier est le matériau traditionnel mais le bois, le plastique ou le pelliculage sont parfois utilisés. Le plastique et le pelliculage sont parfois préconisés suivant l'environnement, par exemple à côté des piscines où l'accumulation de l'humidité peut causer la rouille des consignes en acier. Ils peuvent également être utilisés dehors lorsque l'espace interne est trop faible.
- Options de verrouillage : Il existe plusieurs types de verrouillage par clef ou par cadenas. Le verrouillage par clef inclut les serrures encastrées les serrures à pêne battant, ou les serrures insérées dans une poignée rotative ; les facilités de cadenassage peuvent être simplement un loquet ou une gâche, sinon un trou permettant de glisser un cadenas peut être inséré dans la poignée, souvent nommé « latchlock » en anglais. Les consignes les plus modernes peuvent inclure des systèmes sans clé, que ce soit par dépôt d'une pièce (qui peut ou non être récupérée à la fin de la location), ou en utilisant des claviers électroniques pour entrer des mots de passe pour une ouverture ultérieure. D'anciennes consignes utilisaient un autre système de verrou (drop-latch) qui était incorporé dans la poignée et qui pouvait glisser de haut en bas pour pouvoir être cadenassé dans sa position basse, mais ce système est moins utilisé de nos jours. Le système de triple verrouillage qui consiste à verrouiller le compartiment en 3 points distincts (en bas, au niveau de la clé et en haut), ne peut être utilisé avec ce type de verrouillage car il est nécessaire que le verrou tourne et non ne glisse de haut en bas, ce système est donc moins sûr ce qui explique probablement pourquoi il est moins utilisé de nos jours.
- Nombre de points de verrouillage : Les portes se verrouillent normalement avec des systèmes à simple ou triple point mais cela est normalement choisi comme une option séparée, et le choix est en général dépendant du nombre de compartiments en hauteur ou dépendant de la sécurité du modèle, bien que certains fabricants permettent aux acheteurs de choisir spécifiquement le type de verrouillage même si cela va à l'encontre de leurs pratiques habituelles. Le système de verrouillage à un seul point verrouille la porte uniquement à l'endroit ou le loquet bloque la porte tandis que le système à trois points utilise des tiges en acier pour bloquer également la porte en haut et en bas.
- Dimensions : (Il est intéressant de remarquer que dans les pays anglophones même dans les entreprises utilisant communément le système métrique, les dimensions des compartiments sont souvent données en utilisant des nombres ronds en pouces ou en pieds tandis que les dimensions en mètre sont données avec des décimales quand la précision est nécessaire, sûrement le résultat de l'utilisation des designs basés sur le système impérial qui restent inchangés depuis des décennies. Aussi les dimensions données ci-dessous seront données de cette manière).
  - Largeur : Les compartiments ont en général des largeurs standardisées : 12 pouces (30,5 cm) est la largeur la plus commune, et les compartiments de 15 pouces (38 cm) de largeur sont devenus très communs récemment. D'autres largeurs existent également, en particulier aux États-Unis ou des compartiments plus étroits (et parfois plus larges) peuvent aussi être trouvés.
  - Profondeur : Les compartiments les plus standards sont profonds d'environ 18 pouces (46 cm), cette dimension ne varie en général pas, sauf si un modèle non standard est choisi. Aux États-Unis on trouve par exemple des compartiments profonds de 12 ou 15 pouces (30,5 ou 38 cm) (ces longueurs par contre inexistantes en Australie par exemple)
  - Hauteur : De la même manière la hauteur standard de 6 pieds (182,9 cm) ne varie pas à l'exception de modèles non standards.
- Couleur : Les consignes étaient souvent d'un gris sombre uniforme il y a quelques décennies mais une large palette de couleur est désormais proposée. Quelques constructeurs proposent des consignes à 2 couleurs, avec les portes et la structure de la consigne de couleurs différentes.
- Épaisseur de l'acier : Les consignes sont généralement fabriquées avec une épaisseur d'acier standard de 0,8 mm mais les consignes hautes sécurité sont souvent proposées en option par les constructeurs. Une consigne de ce type est en général composée d'un acier de 1,2 mm d'épaisseur et d'un verrouillage 3 points.
- Partie supérieure en pente : Bien que la plupart des consignes possèdent une partie supérieure plane, certains constructeurs proposent de fournir une partie supérieure penchée. Cette pente peut être de 30 ou 45 degrés par rapport à l'horizontale, du fond vers l'avant de la consigne. Le but de cette pente est de rendre impossible le stockage d'objets sur le haut des consignes ou de rendre l'accumulation de poussière et de débris plus difficile. C'est un facteur important dans les endroits tels que les usines agro-alimentaires ou les restaurants ou les exigences d'hygiène sont importantes.

### Consignes à vélo
Au-delà des consignes à bagages, des consignes ont été développées aussi pour y garer des vélos, comme le réseau Véligo en Île-de-France.

## Consignes à bagages dans le monde
Les consignes à bagages se situent généralement dans les lieux de grande fréquentation, les sites touristiques, les gares et aéroports. Avec le durcissement des règles de sécurité, de nombreux services de consigne bagages scannent avec un scanner à rayons X les valises de leurs clients avant une prise en charge.
Plusieurs aéroports dans le monde sous-traitent le service de consigne de bagages. Par exemple :
- L’aéroport international Pearson de Toronto (YYZ) sous-traite aux magasins Samsonite situés dans ses terminaux[1],
- L’aéroport Charles-de-Gaulle (CDG) sous-traite à Bagagedumonde[2].

Types de consigne à bagages actuels dans le monde :
- Consigne automatique (Gares et Aéroports) : certaines entreprises proposent le service comme la SNCF Gares & Connexions (France),
- Consigne collaborative (chez les commerçants) : c’est le cas, par exemple, avec CBH Luggage Storage (New York - États-Unis), Holibags (France),
- Consigne mobile (ou conciergerie de bagages) : ce service est assuré par exemple par Takuhaibin (Japon), Eelway (France).

Certains hôtels proposent la consigne des bagages de leurs clients (offerte ou non).

### Consignes à bagages aux États-Unis
Depuis les attaques terroristes du 11 septembre 2001 à NYC, l'État de New York a décidé de fermer l'ensemble des consignes à bagages qui étaient présentes au sein des gares.
Dans les hôtels, le service est toujours proposé aux clients hébergés.
Dans les lieux touristiques, la plupart d'entre eux ne proposent pas ce service aux visiteurs. Une exception, la statue de la Liberté qui propose une consigne pour les petits bagages (taille cabine). Pour les autres monuments, il est possible de faire appel à des entreprises françaises qui ont développé leurs réseaux de consigne à bagages en libre-service comme Eelway à New-York.

### Consignes à bagages en France
Malgré les attentats de 2015 en France, l’ensemble des consignes automatiques dans les gares SNCF sont restées ouvertes. De même pour celles de l’aéroport de Charles-de-Gaulle (CDG). Depuis les attentats à l’aéroport d’Orly (15 juillet 1983), il n'existe plus de consigne dans ses terminaux.
Certaines entreprises se lancent dans l'ouverture de consignes, sous d'autres formes. On peut citer Lockers, à deux pas de la Gare Saint Lazare à Paris, qui propose un service de consigne à bagage en libre-service. Il suffit de réserver sur le site internet et l'utilisateur reçoit un code personnel pour accéder à sa consigne à bagage. D'autres sociétés se sont développés comme la jeune pousse Holibag qui met en relation les voyageurs avec des commerçants qui gardent leurs bagages. L'entreprise est surtout présentes en France dont plus de 200 points de consigne à Paris. D'autres entreprises font également la même activité de consignes à bagages comme Edmond Voyage, Nannybag, At The Corner.

#### À Paris, les consignes à bagages existent encore dans certaines gares de laSNCF
- gare Montparnasse[4] : la consigne est fermée jusqu’au 15 novembre 2017[5] ;
- gare de l'Est[6] ;
- gare du Nord[7] ;
- gare de Lyon[8].
- gare d'Austerlitz[9] : la consigne est momentanément fermée[10].

La gare de Bercy et la gare Saint-Lazare ne disposent pas de consigne à bagages.
D'autres gares en province proposent également des consignes : gare de Lyon-Part-Dieu, gare de Strasbourg-Ville, gare de Marseille-Saint-Charles, gare de Cannes, gare de Montpellier-Saint-Roch, gare de Toulouse-Matabiau , gare de Bordeaux-Saint-Jean, gare de Lille-Europe et gare de Dijon-Ville.

#### Dans les aéroports de Paris
- Aéroport Charles-de-Gaulle (CDG) : Bagage du Monde au terminal 2[11]
- Aéroport d’Orly (ORY) : Aucune consigne physique dans l’aéroport.

D'autres entreprises privées proposent la collecte et la livraison des bagages dans les deux aéroports parisiens : Blue Marble Travel et Eelway.

#### Dans des lieux touristiques en région parisienne
À part Disneyland Paris, la plupart des lieux touristiques de Paris ne disposent pas de consignes de bagages (pour des dimensions supérieures à un bagage cabine). Quelques exemples : la tour Eiffel, catacombes de Paris, château de Versailles, musée d’Orsay etc.